# Cavineño
Das Cavineño ist eine indigene Sprache, die im bolivianischen Departamento Beni gesprochen wird. Die Angaben zur Sprecherzahl weichen stark voneinander ab und liegen zwischen 600 und 1700. Die Sprache gilt als bedroht.
Die bolivianische Verfassung von 2009 erkennt das Cavineño als eine offizielle indigene Sprache an.

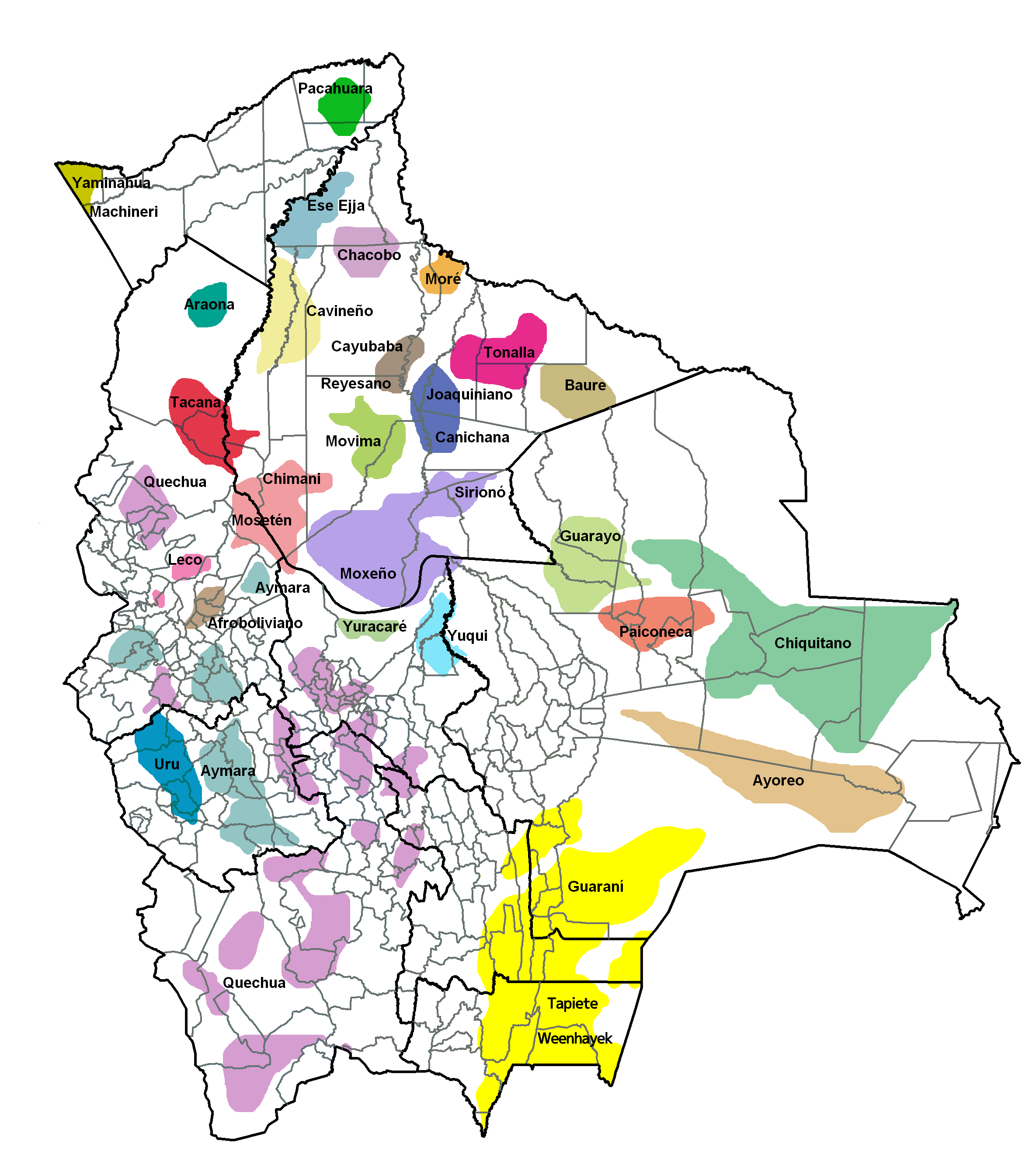

## Aktuelle Situation
Die meisten Angehörigen der Ethnie der Cavineños leben in kleinen, traditionellen Gemeinschaften, die sich relativ weit verstreut im Nordwesten des Departamentos Beni befinden; hauptsächlich im Municipio Reyes in der Provinz Ballivián. Die Sprache wird nicht mehr überall an die jüngere Generation weitergegeben. Generell ist der Gebrauch und die Weitergabe des Cavineño größer, je weiter die Orte von der Stadt Riberalta entfernt sind. In weiter entfernten Ortschaften ist es die Alltagssprache praktisch aller Bewohner, in den näher an Riberalta gelegenen Orten sind jüngere Sprecher selten.

## Geschichte der Ethnie
Über die Geschichte der Gruppe vor der Einrichtung der Reduktion Jesús de Cavinas durch die Franziskaner im Jahre 1784 ist kaum etwas bekannt. Die Mission wurde bis 1941 von Franziskanern geführt und dann von Patres des katholischen Maryknoll-Missionsordens übernommen, die sie bis 1973 führten. In den 1960er Jahren errichtete das Summer Institute of Linguistics eine Station in Tumichuca, südlich von Riberalta. Die Missionare erlernten die Sprache der Cavineños, sammelten Texte, erstellten ein Wörterbuch und eine Grammatik und übersetzten das Neue Testament.
Im Jahr 1982 wurde die Confederación de Pueblos Indígenas de Bolivia gegründet, einer Interessenvertretung der indigenen Völker Boliviens, der sich 1986 auch die Cavineños anschlossen. 2007 konnten sie die Einrichtung einer über 200.000 ha umfassenden Tierra Comunitaria de Orígen für die Cavineños erreichen.

## Klassifikation
Es gibt Hypothesen zur Zugehörigkeit des Cavineña zu verschiedenen Sprachfamilien. Allerdings ist die Zugehörigkeit zur Pano-Takana-Sprachfamilie weitestgehend anerkannt.

## Lautsystem (Phonologie)
Das Cavineño kennt 20 konsonantische und vier vokalische Phoneme.
|                      |              | Bilabial | Velar   | Alveolar | Alveopalatal | Glotal |
| -------------------- | ------------ | -------- | ------- | -------- | ------------ | ------ |
| Plosive              | Stimmlos     | p        | k       | t        | ty [c]       |        |
| Plosive              | Stimmhaft    | b        |         | d        | dy [ɟ]       |        |
| Plosive              | Labialisiert | kw [kw]  | kw [kw] |          |              |        |
| Stimmlose Affrikaten |              |          |         | ts       | ch [ʨ]       |        |
| Stimmlose Frikative  |              |          |         | s        | sh [ɕ]       | j [h]  |
| Liquide              |              |          |         | r [ɺ]    | ry [ʎ]       |        |
| Nasale               |              | m        |         | n        | ny [ɲ]       |        |
| Halbvokale           |              | w [w/ß]  | w [w/ß] |          | y [j]        |        |

|                 | Vorne   | Zentral | Hinten  |
| Geschlossen     | i       |         | u [ʊ/o] |
| Halbgeschlossen | e [e/ɛ] |         | u [ʊ/o] |
| Offen           |         | a       |         |